# 도시형 정착지
도시형 정착지(영어: urban-type settlement, 러시아어: посёлок городского типа)는 과거의 소련과 오늘날 구소련 국가들에서 쓰이고 있는 행정 구역의 한 종류로, 보통 도시화가 진행되었으나 도시의 수준에는 미치지 않는 정착지에 설치되었다. 읍(邑)으로 번역되기도 한다.
소련 붕괴 이후 1990년대에 아르메니아, 발트 3국, 몰도바가 행정 구역을 개편하며 폐지했고, 우크라이나는 2023년 폐지했다. 소련 영향권의 불가리아 인민공화국, 폴란드 인민공화국에서도 쓰였으나 이후 폐지되었다. 현재는 구소련 중 9개국 곧 러시아, 벨라루스, 아제르바이잔, 그루지야, 카자흐스탄, 키르기스스탄, 우즈베키스탄, 투르크메니스탄, 타지키스탄에서 쓰이고 있다. 몰도바의 분리주의 국가인 트란스니스트리아에서도 쓰이고 있다.
소련 시대에는 노동 정착지, 휴양 정착지, 교외 정착지로 구분되었으며 각 공화국마다 독립적으로 지정되었으나 그 기준은 서로 비슷했다. 오늘날 러시아에서는 군 지정 도시(город районного значения) 및 촌위원회(сельсовет)와 동급의 행정 구역으로 쓰이고 있는데, 연방 주체별로 명칭이나 종류에 차이가 있다.

## 같이 보기
- 러시아의 행정 구역
- 로동자구 - 조선민주주의인민공화국의 유사한 행정구역